# Gloriosa rigidifolia
Gloriosa rigidifolia là một loài thực vật có hoa trong họ Colchicaceae. Loài này được (Bredell) J.C.Manning & Vinn. mô tả khoa học đầu tiên năm 2007.